# Jules Moormann
Dr. Julianus Georg Marie (Jules) Moormann (Goor, 24 mei 1889 - Lent, 5 augustus 1974) was een Nederlandse taalkundige, specialist in geheimtalen en Bargoenist. Hij was tevens leraar Nederlands en later directeur van de gemeentelijke HBS-B te Nijmegen.

## Levensloop
Zijn grootvader en vader waren blauwververs, van Duitse afkomst woonachtig in Twente. Zijn moeder Anna Maria Stüve kwam uit Westfalen. Hij was de vijfde van elf kinderen in het gezin Moormann-Stüve. Twee van zijn broers zouden in de detailhandel en later wildproducten- en pluimveehandel gaan, waaruit later het familiebedrijf Th. Moormann & Zns. in Goor ontstond dat de wetenschappelijke publicaties van Jules Moormann financieel ondersteunde.
Hij huwde met Lucia Bernardina Josephina Haas (1890-1974) op 16 juli 1918 te Arnhem, uit welk huwelijk vijf kinderen geboren werden tussen 1918 en 1932, onder wie in 1921 te Maastricht de dochter Maria Juliana Theodora (Riet) Moormann († 2006) geboren werd. In datzelfde jaar werd Jules Moormann te Nijmegen aan de hbs-b benoemd. Tussen 1923 en 1932 studeerde Jules Moormann in deeltijd Nederlandse taal- en letterkunde aan de pas opgerichte Katholieke Universiteit Nijmegen, aldaar promoveerde hij in 1932 op het proefschrift De geheimtalen bij de bekende priester en hoogleraar Nederlandse taalkunde Jac. van Ginneken S.J..
Als onderwijzer, later leraar Nederlands en later gepromoveerd taalwetenschapper en Neerlandicus droeg Moormann bij aan de kennis en studie van het Bargoens en overige geheimtalen in het Nederlands taalgebied. Zijn dissertatie uit 1932, De geheimtalen, kon worden uitgegeven door steun van zijn broers die ondernemers waren, en door financiële bijdragen van de Vereeniging tot het Bevorderen van de Uitoefening der Wetenschap onder de Katholieken in Nederland.
De Nijmeegse HBS-b was tijdens de Duitse bezetting van Nederland, mede dankzij de steun van de Duitssprekende directeur Jules Moormann, gevrijwaard van beslaglegging. Zijn vijf oudste kinderen namen deel aan de Knokploeg van Nijmegen in het ondergronds verzet dat bijeenkomsten in de school belegde, soms terwijl de gymnastiekzaal gebruikt werd door de NSB afd. Nijmegen. In april 1944 werd Jules Moormann sr. met zijn echtgenote en drie kinderen gearresteerd en naar het kamp Vught gebracht. Zoon Jules Moormann jr. werd op 16 mei 1944 door de bezetter wegens verzetsactiviteiten geëxecuteerd. Een dag na de arrestatie, stelden hbs-leerlingen de huisraad van de verlaten directeurswoning veilig in allerijl.
Na vrijlating dook het gezin onder, en op 9 april 1945 bleek Jules Moormann leider van de Binnenlandse Strijdkrachten, afdeling Goor tijdens de bevrijding van zijn geboorteplaats.
In 1947 werd hij Officier in de Orde van Oranje-Nassau en onder invloed van de Doorbraak, via de Nederlandse Volksbeweging (1945-1946), als katholiek en directeur van een openbare gemeentelijke hbs-b lid van de PvdA. Voor de PvdA was hij korte tijd lid van Provinciale Staten van Gelderland eind jaren 40. Zijn oudere broer Theodoor Gustaaf Georg (Theo) Moormann (1887-1946), co-directeur van de pluimveeslachterij, was in tussen 1925 en 1939 meermaals wethouder en gemeenteraadslid van de in 2001 opgeheven gemeente Goor voor de RKSP en later lid van de KVP.
In 1954 ging Moormann met pensioen.

## Werk
- J.G.M. Moormann (2002, N. Van der Sijs ed.). De geheimtalen. Amsterdam: L.J. Veen Uitgevers, 863 pp. ISBN 9020459457. (Oorspronkelijke editie 1932 en het Bronnenboek van 1934 te Zutphen bij Thieme Uitgevers, inclusief toegevoegde documentatie uit 1950.)
Digitale versie beschikbaar
- Honderd Jaar HBS-B te Nijmegen (1965)